# Acid boric
Acid boric, cụ thể hơn là axit orthoboric, là hợp chất của các nguyên tố hóa học gồm bo, oxy và hydro với công thức B(OH)
3. Nó cũng có thể được gọi là hydro orthoborat, trihydroxidoboron hoặc axit boracic. Nó thường được tìm thấy dưới dạng tinh thể không màu hoặc bột trắng, hòa tan trong nước và tồn tại trong tự nhiên dưới dạng khoáng chất sassolite. Đây là một axit yếu tạo ra nhiều anion borat và muối khác nhau và có thể phản ứng với cồn để tạo thành este borat.
Axit boric thường được sử dụng như một chất khử trùng, thuốc trừ sâu, chất chống cháy, chất hấp thụ neutron hoặc tiền chất của các hợp chất bo khác.
Thuật ngữ "axit boric" cũng được sử dụng rộng rãi cho bất kỳ axit oxo nào của Bo, chẳng hạn như axit metaboric HBO
2  và axit tetraboric H
2B
4O
7.

## Phân bố
Acid dạng tự do được tìm thấy trong các vùng có núi lửa nhất định như ở Tuscany, quần đảo Lipari và Nevada, trộn lẫn với hơi nước trong các khe nứt trong đất; nó cũng được tìm thấy ở dạng thành phần cấu tạo trong một số khoáng vật (borax, boracit, boronatrocaicit và colemanit). Acid boric và các muối của nó cũng được ghi nhận trong nước biển. Nó cũng tồn tại trong thực vật và đặc biệt là trong hầu hết trái cây.
Acid boric được Wilhelm Homberg (1652–1715) điều chế lần đầu tiên từ borax, từ phản ứng của các acid vô cơ, và được đặt theo tên sal sedativum Hombergi ("muối giảm đau của Homberg"). Tuy nhiên, các borat, bao gồm cả acid boric, đã được sử dụng vào thời kỳ Ai Cập cổ đại để lau chùi, bản quản thực phẩm, và các ứng dụng khác.

## Điều chế
Acid boric có thể được điều chế khi cho borax (natri tetraborat decahydrat) phản ứng với acid vô cơ, như acid chlorhydric:
Na2B4O7·10H2O + 2HCl → 4B(OH)3 [hay H3BO3] + 2NaCl + 5H2O

## Tính chất
Acid boric có thể tan trong nước sôi. Khi nung trên 170 ℃, nó tách nước tạo thành acid metaboric (HBO2):
H3BO3 → HBO2 + H2O
Acid metaboric là chất rắn kết tinh theo hệ lập phương, có màu trắng và chỉ hòa tan ít trong nước. Acid metaboric nóng chảy ở 236 ℃, và khi nung trên 300 ℃ nó tiếp tục tách nước tạo thành acid tetraboric hay acid pyroboric (H2B4O7):
4HBO2 → H2B4O7 + H2O
Thuật ngữ acid boric đôi khi cũng được dùng để chỉ các hợp chất này. Nếu tiếp tục tách nước, nó sẽ tạo ra đibo trioxide:
H2B4O7 → 2B2O3 + H2O
Acid boric không phân ly trong dung môi gốc nước như acid Brønsted, nhưng là một acid Lewis phản ứng với các phân tử nước để tạo thành ion tetrahydroxyborat, và được quan sát dưới quang phổ Raman:
B(OH)3 + H2O ⇌ B(OH)−
4 + H+ (Ka = 5.8x10−10 mol/l; pKa = 9.24)
Các anion polyborat được tạo ra tạo thành dung dịch có pH 7–10 nếu nồng độ bo lớn hơn 0,025 mol/L. Ion phổ biến nhất là tetraborat được tìm thấy trong borax khoáng:
4B(OH)−
4 + 2 H+ ⇌ B4O2−
7 + 9H2O
Acid boric có vai trò quan trọng trong việc hấp thụ các sóng âm tần số thấp trong nước biển.

## Cấu trúc tinh thể
Acid boric tinh thể bao gồm các lớp phân tử B(OH)3 liên kết với nhau bởi liên kiết hydro. Khoảng cách giữa hai lớp cạnh nhau là 318 pm.
|                        | |
| Ô cơ sở của acid boric | Liên kết hydro (đường đứt nét) cho phép các phân tử acid boric hình thành các lớp song song ở trạng thái rắn |